# Sergio Leone

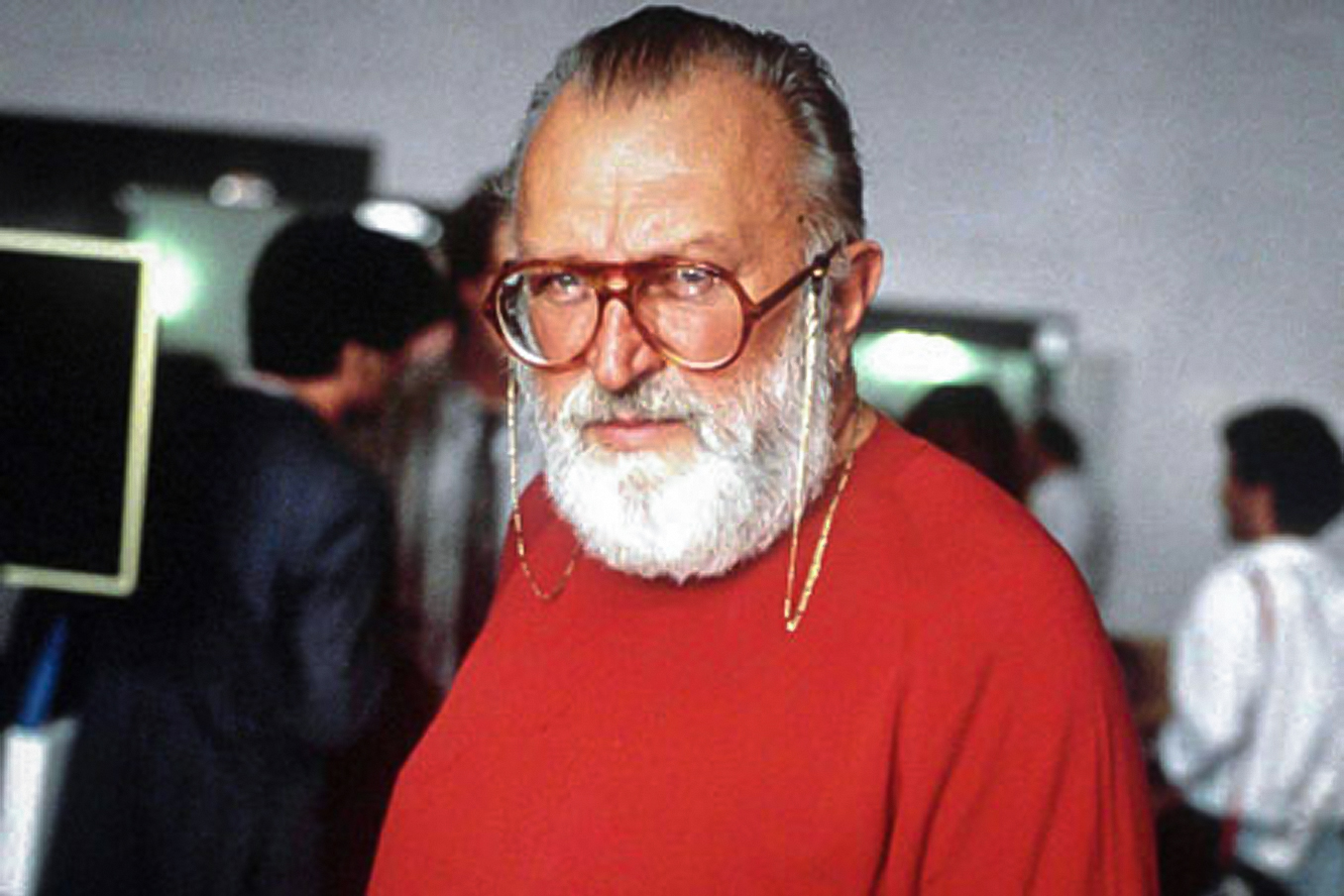
Sergio Leone (1988)

Sergio Leone (* 3. Januar 1929 in Rom; † 30. April 1989 ebenda) war ein italienischer Filmregisseur. Besondere Bekanntheit erlangte er durch seine Arbeiten im Bereich der Italowestern. Mit den epischen Westernfilmen Zwei glorreiche Halunken und Spiel mir das Lied vom Tod konnte er in den späten 1960er Jahren seine größten Erfolge verbuchen.

## Leben und Werk

### Kindheit und Jugend
Sergio Leone war der Sohn des Filmpioniers Vincenzo Leone („Roberto Roberti“) und der Schauspielerin Edvige Valcarenghi („Bice Valerian“). Sein Vater war ab 1911 im Filmgeschäft tätig und wurde in Italien vor allem durch seine Zusammenarbeit mit dem Stummfilmstar Francesca Bertini bekannt. Er sympathisierte mit den Kommunisten und zog sich unter dem Eindruck des Faschismus weitgehend von der Außenwelt zurück.

Leone selbst wurde in seiner Jugend nicht nur durch die Herrschaft des „Duce“, sondern auch durch die Besetzung Roms sowie die letzten Kriegsjahre 1943/45 geprägt. In diese Zeit fällt auch sein erster Kontakt mit der US-amerikanischen Populärkultur, für die er sich begeisterte. Besonders das Kino Hollywoods faszinierte den jungen Leone: 

„Unsere Welt war wahrhaftig die Straße und das Kino. Vornehmlich die Filme, die aus Hollywood kamen! Niemals die französischen Produktionen oder die italienischen ‚telefoni bianchi’.“

Vincenzo Leone drehte ab 1939 wieder Filme. Da er den kleinen Sergio regelmäßig zu seiner Arbeit mitnahm, war dieser bereits von Kindesbeinen an mit den Abläufen der Filmherstellung vertraut.

### Erste Schritte im Filmgeschäft
Ab Mitte der 1940er Jahre arbeitete Leone in den unterschiedlichsten Positionen im italienischen Studiosystem. Als Statist, Regieassistent, Regisseur des zweiten Kamerateams oder Autor von Drehbüchern wirkte Leone bei einer Vielzahl von italienischen Filmen mit. Meist handelte es sich um künstlerisch eher anspruchslose Filme im Stile des damals sehr populären Sandalenfilms (Peplum).
Allerdings war Leone als Kleindarsteller und Regieassistent auch an dem Filmklassiker Fahrraddiebe (1948) beteiligt. Bei dem amerikanischen Monumentalfilm Quo Vadis (1951), der in Rom gedreht wurde, fungierte er als einer der Regisseure des zweiten Aufnahmeteams. Dieselbe Funktion hatte er 1959 auch bei Ben Hur inne, dem aufwendigsten Filmprojekt der 1950er Jahre, unter dem Pseudonym Bob Robertson. Auch dieses Hollywood-Epos wurde in Italien gedreht. Als Regisseur war Leone später stark vom amerikanischen Kino beeinflusst und vor allem an epischen, publikumswirksamen Filmen interessiert.
1959 war Sergio Leone als (ungenannter) Co-Regisseur bei Die letzten Tage von Pompeji tätig, einem von Mario Bonnard inszenierten, zeittypischen Sandalenfilm. Streifen dieser Art wurden damals in Italien in großer Zahl produziert. Leone hatte bei Die letzten Tage von Pompeji bemerkenswerterweise mehrere Mitarbeiter, die später zu den führenden Regisseuren des Italo-Western wurden: Duccio Tessari war Regieassistent, Sergio Corbucci und Enzo Barboni agierten als Regisseur bzw. Kameramann des zweiten Kamerateams. Auch wenn Die letzten Tage von Pompeji eine Billigproduktion war, lernte Leone bei der Herstellung des Films viel über die Filmfinanzierung.
1961 absolvierte der 32-jährige Sergio Leone mit Der Koloß von Rhodos, einem weiteren Sandalenfilm italienischer Prägung, sein eigentliches Regiedebüt. Verglichen mit den späteren Werken des Regisseurs ist dieser Film nach allgemeinem Tenor von geringer Bedeutung. Leone selbst räumte ein, er habe den Film nur gedreht, um seine Hochzeitsreise zu finanzieren. Dies führte dazu, dass dieser Film in Gesamtdarstellungen von Sergio Leones Werk nur rudimentär behandelt oder sogar ausgelassen wird. Dennoch lassen sich bereits einige Charakteristika seines späteren Schaffens erkennen.

### Dollar-Trilogie
Während in den frühen 1960er Jahren die Nachfrage nach Sandalenfilmen langsam verebbte, war Leone schon mit der Vorbereitung seines nächsten Filmes befasst. Er orientierte sich diesmal in eine völlig andere Richtung und bereitete die Produktion eines Western vor. Leone war von diesem Genre begeistert und glaubte daran, dass auch europäische Westernfilme erfolgreich sein können, obwohl bis dato alle bedeutenden Western aus den USA gekommen waren. Seit 1962 liefen im deutschsprachigen Raum allerdings bereits mit großem Erfolg die Filme der Karl-May-Reihe.
In Italien waren bereits vor Leone Western produziert worden (ungefähr 25), doch blieben diese in kommerzieller wie künstlerischer Hinsicht bedeutungslos. Es war Leone, der mit Für eine Handvoll Dollar (1964) das Genre des Italo-Western in der heute bekannten Form begründete. Bei der Ausarbeitung des Drehbuchs orientierten sich er und seine Co-Autoren an Akira Kurosawas Film Yojimbo – Der Leibwächter (1961). Die Hauptfigur von Kurosawas Film, einen Samurai-Krieger, transformierte Leone in einen Westernhelden. Kurosawa und sein Co-Autor strengten einen Copyright-Prozess an und erhielten unter anderem 15 % der weltweiten Einnahmen des Leone-Films.
Da Sergio Leone nur ein geringes Budget zur Verfügung stand (200.000 Dollar), konnte er keinen etablierten amerikanischen Star wie Henry Fonda oder James Coburn für die Hauptrolle von Für eine Handvoll Dollar engagieren. Auf der Suche nach einem bezahlbaren US-Schauspieler stieß Leone auf den damals relativ unbekannten TV-Darsteller Clint Eastwood, der schließlich für 15.000 Dollar verpflichtet wurde. Der 34-jährige Eastwood trat in der Rolle eines mysteriösen Revolvermannes auf, der in einem abgelegenen Dorf in New Mexico zwei verfeindete Clans gegeneinander ausspielt und sich dabei durch seine phänomenalen Schießkünste auszeichnet.

„Der ‚Fremde‘ ist eine Variation vertrauter Heldenfiguren, die Handlung eine Abwandlung vertrauter Konflikte […]. Leones Annäherung an den Westernmythos versieht die zum Klischee gewordenen Bestandteile des Genres mit einem mehr zynischen Blick auf die Figuren, auf ihre Taten und Motive. Der Held besitzt keine persönliche oder historische Identität mehr, sondern er ist ein anonymer einsamer Mann ohne Vergangenheit und ohne Zukunft, der seine Unverwechselbarkeit erst aus seinem Verhalten gewinnt.“

Für eine Handvoll Dollar galt zunächst als obskur und wurde von den Kritikern entweder verrissen oder überhaupt nicht beachtet. Der Film entwickelte sich jedoch zu einem sensationellen Kassenerfolg. In der Rolle des zynischen „Fremden ohne Namen“ (tatsächlich trug er den Rollennamen „Joe“), der seinen Gegnern in einem Poncho mit aufreizender Lässigkeit gegenübertritt, wurde Eastwood zu einem internationalen Star. Unzählige Westerndarsteller orientierten sich in den Folgejahren an diesem Charaktertypus. Leone selbst hielt nicht allzu viel von den schauspielerischen Fähigkeiten seines Hauptdarstellers: „Er hat zwei Gesichtsausdrücke: einen mit und einen ohne Hut.“
Um den Eindruck zu erzeugen, Für eine Handvoll Dollar sei ein amerikanischer Film, hatten sich Leone und seine Mitarbeiter englische Pseudonyme zugelegt (Leone agierte beispielsweise als „Bob Robertson“ – eine Hommage an seinen Vater, der als Roberto Roberti bekannt gewesen war). Bei Für ein paar Dollar mehr (1965) wurden im Vorspann dagegen die richtigen Namen der Filmemacher genannt. Für diesen zweiten Film seiner – später so genannten – „Dollar-Trilogie“ stand ihm ein sehr viel höheres Budget (600.000 Dollar) zur Verfügung. Lee Marvin, Charles Bronson oder Henry Fonda sollten die zweite Hauptrolle neben Clint Eastwood spielen, konnten aber nicht verpflichtet werden, weshalb Leone den 40-jährigen Lee van Cleef engagierte, der bis dahin in zahlreichen Hollywood-Western (u. a. Zwölf Uhr mittags) in kleineren Nebenrollen aufgetreten war.
Eastwood trat erneut als unrasierter Revolvermann in Erscheinung und spielte einen Kopfgeldjäger, der mit seinem „Kollegen“ (van Cleef) eine Gaunerbande zur Strecke bringt. Wie schon der Vorgängerfilm wurde auch Für ein paar Dollar mehr hauptsächlich in der Gegend von Almería in Spanien gedreht und avancierte ebenfalls zu einem großen Kassenerfolg.
Leone war als Regisseur nun so etabliert, dass ihm für den letzten Teil der „Dollar-Trilogie“ ein Budget von 1,2 Millionen Dollar bewilligt wurde, was die Produktion eines epischen Westernfilms mit aufwendigen Szenenaufbauten und einer großen Zahl an Statisten ermöglichte. In Zwei glorreiche Halunken (1966) war Eastwood erneut als Kopfgeldjäger im Poncho zu sehen und jagte neben van Cleef (als sadistischem Bösewicht) und Eli Wallach (als mexikanischem Banditen) hinter einem Goldschatz her, der in den Wirren des Bürgerkriegs verlorengegangen war. Leones dritter Western wurde zu einem riesigen Kassenerfolg und avancierte im Lauf der Jahrzehnte zu einem beliebten Kultfilm. In der Internet Movie Database rangiert er auf der Liste der besten Filme auf Platz 10 und gilt dort als bester Western aller Zeiten (Stand: März 2023).
Die mit seinem Erfolg gewachsenen Budgets schlugen sich auch in den Spielzeiten von Leones Produktionen nieder; ab Zwei glorreiche Halunken hatten alle Filme eine Überlänge von mindestens zweieinhalb Stunden.

### Bedeutung der Dollar-Trilogie
Der enorme finanzielle Erfolg der relativ günstig produzierten „Dollar“-Filme löste die Welle der Italowestern aus, die in der zweiten Hälfte der 1960er Jahre ihren Höhepunkt hatte und hunderte von Filmen unterschiedlichster Qualität hervorbrachte. Fast alle Vertreter waren Billigproduktionen, die sich an den Werken Leones orientierten, welcher das Genre stilistisch und thematisch nachhaltig prägte.
Typischerweise traten in den Italowestern zynische, unrasierte Revolverleute in Erscheinung, die im amerikanisch-mexikanischen Grenzgebiet gegen sadistische Schurken kämpften. Explizite Gewaltdarstellungen und Folterszenen prägten das Genre, die Protagonisten wurden häufig (auch bei Leone) schwer misshandelt. Die gängigen Themen der amerikanischen Western (Landbesiedelung, Krieg gegen die Indianer etc.) wurden hingegen kaum behandelt. Zahlreiche Filme waren, korrespondierend mit dem Zeitgeist der späten 1960er Jahre, als „Revolutions-Western“ konzipiert und zeigten den Kampf der mexikanischen Landbevölkerung gegen ihre Unterdrücker. Da viele der Filme in Spanien gedreht wurden, konnten die südländisch aussehenden spanischen Statisten leicht als Mexikaner ausgegeben werden.
Anfang der 1970er Jahre wurde durch die enorm erfolgreichen Klamauk-Western mit Bud Spencer und Terence Hill, in denen die Klischees dieses Sub-Genres persifliert wurden, das Ende des Italowesterns eingeläutet. Bis Mitte der 1970er Jahre entstanden noch einige ernsthafte Filme, wie zum Beispiel Keoma – Das Lied des Todes (1976) mit Franco Nero, dem wohl profiliertesten italienischen Star dieses Genres. Obwohl sich Regisseure wie Sergio Corbucci (Django) oder Duccio Tessari (Eine Pistole für Ringo) ebenfalls im Italowestern profilieren konnten, blieb Leone in kommerzieller wie künstlerischer Hinsicht die bestimmende Figur.
Die ersten drei Western Leones revolutionierten den Inszenierungsstil des gesamten Genres und wirkten stilbildend nicht nur für den Italowestern. Der amerikanische Westernfilm, der Mitte der 1960er Jahre in seinen Konventionen erstarrt war, orientierte sich in der Folge deutlich an den viel zeitgemäßeren italienischen Western. Filme wie Die gefürchteten Vier (1966), Hängt ihn höher (1968), Das Wiegenlied vom Totschlag (1970), aber auch die englische Produktion Chatos Land (1971) orientierten sich am harten, zynischen Grundton des Italowesterns.

### Mitarbeiter und Darsteller
Leone arbeitete ab Mitte der 1960er Jahre mit einem festen Mitarbeiterstab, der an den meisten seiner Filme beteiligt war. Kameramann Tonino Delli Colli sorgte für den speziellen Look der Leone-Filme, der unter anderem durch den Wechsel zwischen opulenten Landschaftspanoramen und ungewöhnlichen Großaufnahmen der Darstellergesichter geprägt war. Delli Colli und Leone waren auch darauf spezialisiert, aufwendige Kamerabewegungen zu arrangieren (wie die Kamerafahrt über das Dach des Bahnhofsgebäudes in Spiel mir das Lied vom Tod).
Der Filmeditor bei allen Leone-Filmen ab Zwei glorreiche Halunken war Nino Baragli, der zusammen mit Leone für die komplexen Szenenmontagen verantwortlich zeichnete („Triello“ am Schluss von Zwei glorreiche Halunken). Als Produktionsdesigner und Kostümbildner war Carlo Simi für die Ausstattung der Leone-Filme zuständig, die meist durch eine besondere Opulenz geprägt war.
Von elementarer Bedeutung für Leones Filme war die Musik von Ennio Morricone. Als Komponist zeichnete er ab 1964 bei jedem Leone-Film für die Musik verantwortlich. Auf Empfehlung des Produzenten von Für eine Handvoll Dollar kontaktierte er eher widerwillig Morricone, der dem verdutzten Leone sagte, sie seien zugleich zur selben Schule gegangen und dies auch mit einem alten Foto belegen konnte – sie saßen sogar in derselben Reihe. Nach einigem Hin und Her einigte man sich auf eine damals bereits neun Jahre alte Komposition Morricones, für deren Neuinterpretation noch ein Pfeifer gesucht wurde, der dem Titelsong seinen charakteristischen Klang gab. Morricone, der seit 1961 als Filmkomponist arbeitete, schuf für Leone Soundtracks, die sich fundamental von den traditionellen symphonischen Westernsoundtracks unterschieden und durch den Einsatz unkonventioneller Instrumente (Maultrommel) und Soundeffekte (Kojotengeheul) auffielen. Morricone stellte seine Musik in der Regel bereits vor den Dreharbeiten fertig und Leone stimmte häufig Szenen oder Kamerabewegungen genau auf die fertige Musik ab. So wird auch verständlich, dass Leone über Morricone sagte: „Er ist nicht mein Komponist. Er ist mein Szenarist!“
Morricone stieg zu einem der bekanntesten und international gefragtesten Filmkomponisten auf und schuf Melodien, die über das Kino hinaus zu einem Teil der Populärkultur wurden (Lied vom Tod, Nobody-Thema). Er zeichnet für mehr als 500 Soundtracks verantwortlich. Seine Musik wurde so populär, dass er sie über Jahre mit großer Orchesterbegleitung live aufführte. Zahlreiche Komponisten wie zum Beispiel Bruno Nicolai orientierten sich bei ihren Italo-Western-Soundtracks an Morricones Arbeiten.
Leone, der stark vom amerikanischen Kino geprägt war, verpflichtete für seine Filme vor allem US-Schauspieler. Eine Ausnahme war der Italiener Gian Maria Volonté, der in den ersten beiden Filmen der „Dollar-Trilogie“ als Schurke auftrat. Deren Hauptdarsteller war Clint Eastwood, der als Zigarillo rauchender Revolvermann zu einer Ikone der Popkultur wurde und es vom TV-Cowboy (Rawhide) zum internationalen Filmstar brachte. Als Darsteller, Regisseur und Produzent zählt Eastwood seit Jahrzehnten zu den führenden Hollywood-Persönlichkeiten. Lee van Cleef avancierte durch die Leone-Filme zu einem der populärsten Stars des Italo-Westerns und spielte häufig abgeklärte Kopfgeldjäger und ähnliche Figuren. Charles Bronson wurde 1968 durch Spiel mir das Lied vom Tod zum internationalen Action-Star.
Nachdem sich Leone mit seinen ersten Filmerfolgen einen guten Ruf erworben hatte und seine Budgets größer geworden waren, konnte er auch renommierte amerikanische Charakterdarsteller wie Eli Wallach, Henry Fonda, Jason Robards oder Rod Steiger verpflichten. In den 1980er Jahren arbeitete er auch mit Robert De Niro zusammen.

### Amerika-Trilogie (oder auch „Once-Upon-a-Time-Trilogie“)
Nachdem Zwei glorreiche Halunken zu einem großen Erfolg geworden war, avancierte Leone endgültig zu einem internationalen Star-Regisseur und erhielt die Chance, in Hollywood zu arbeiten. Er wollte zunächst keine Western mehr drehen, sondern plante die Produktion eines epischen Gangsterfilms. Da die Studios dieses Genre für nicht mehr zeitgemäß hielten, erklärte sich Leone jedoch dazu bereit, einen weiteren Western zu inszenieren.
Mit seinen Drehbuchautoren Bernardo Bertolucci, Dario Argento (beide wurden später selbst als Regisseure bekannt) und Sergio Donati erarbeitete er die epische, opernhafte Geschichte von Spiel mir das Lied vom Tod (C’era una volta il West/Once Upon A Time In The West) (1968), einer Prestigeproduktion, für die ihm ein Budget von fünf Millionen Dollar bewilligt wurde. Es war die erste von nur zwei US-Produktionen Leones.
Spiel mir das Lied vom Tod entstand in Amerika, Spanien und Italien und war mit amerikanischen Darstellern wie Henry Fonda, Charles Bronson und Jason Robards besetzt, die weibliche Hauptrolle verkörperte die italienische Star-Schauspielerin Claudia Cardinale. Der Film zeigt Charles Bronson in der Rolle eines mundharmonikaspielenden Revolvermannes, der einen sadistischen Schurken (Henry Fonda) zur Strecke bringt. Da er von der amerikanischen Gesellschaft Paramount produziert wurde und drei amerikanische Stars in den Hauptrollen zu sehen waren, kann dieser Film genau genommen kaum noch als Italo-Western bezeichnet werden. Allerdings waren alle kreativen Schlüsselpositionen (Drehbuch, Kamera, Ausstattung, Musik, Schnitt) mit Leones italienischem Team besetzt.
Spiel mir das Lied vom Tod wurde zu einem riesigen Erfolg und ging als Klassiker und Kultstreifen in die Filmgeschichte ein. In den USA war eine stark gekürzte Fassung zu sehen, durch die die künstlerische Vision Leones erheblich beeinträchtigt wurde, und fiel an den Kinokassen durch (auch mit seinen nächsten Filmen blieb er in den USA wenig erfolgreich). Vor allem in Europa konnte der Regisseur mit dem Film dagegen große Erfolge feiern. In Deutschland avancierte der Western mit 13 Millionen Zuschauern zu einem der erfolgreichsten Kinofilme und lief teils jahrelang in den Kinos. Ennio Morricone schrieb für Spiel mir das Lied vom Tod eine der wohl bekanntesten Filmmusiken der Kinogeschichte.
Mit Spiel mir das Lied vom Tod hatte Leone seinen Karrierehöhepunkt erreicht. Bis zu seinem Tod im Jahr 1989 inszenierte er nur noch zwei Filme, die beide an den Kinokassen ohne große Resonanz blieben: Bei seinem Projekt Todesmelodie (Giù La Testa; Arbeitstitel des Drehbuchs war Es war einmal … die Revolution) (1971) wollte er zunächst nur als Produzent im Hintergrund agieren; als Regisseur vorgesehen waren Peter Bogdanovich oder Sam Peckinpah. Nachdem die Leitung schließlich von seinem ehemaligen Assistenten Gian Carlo Santi übernommen worden war, kam es bei den Dreharbeiten zu Differenzen mit den Darstellern, weshalb Leone selbst auf den Regiestuhl wechselte.

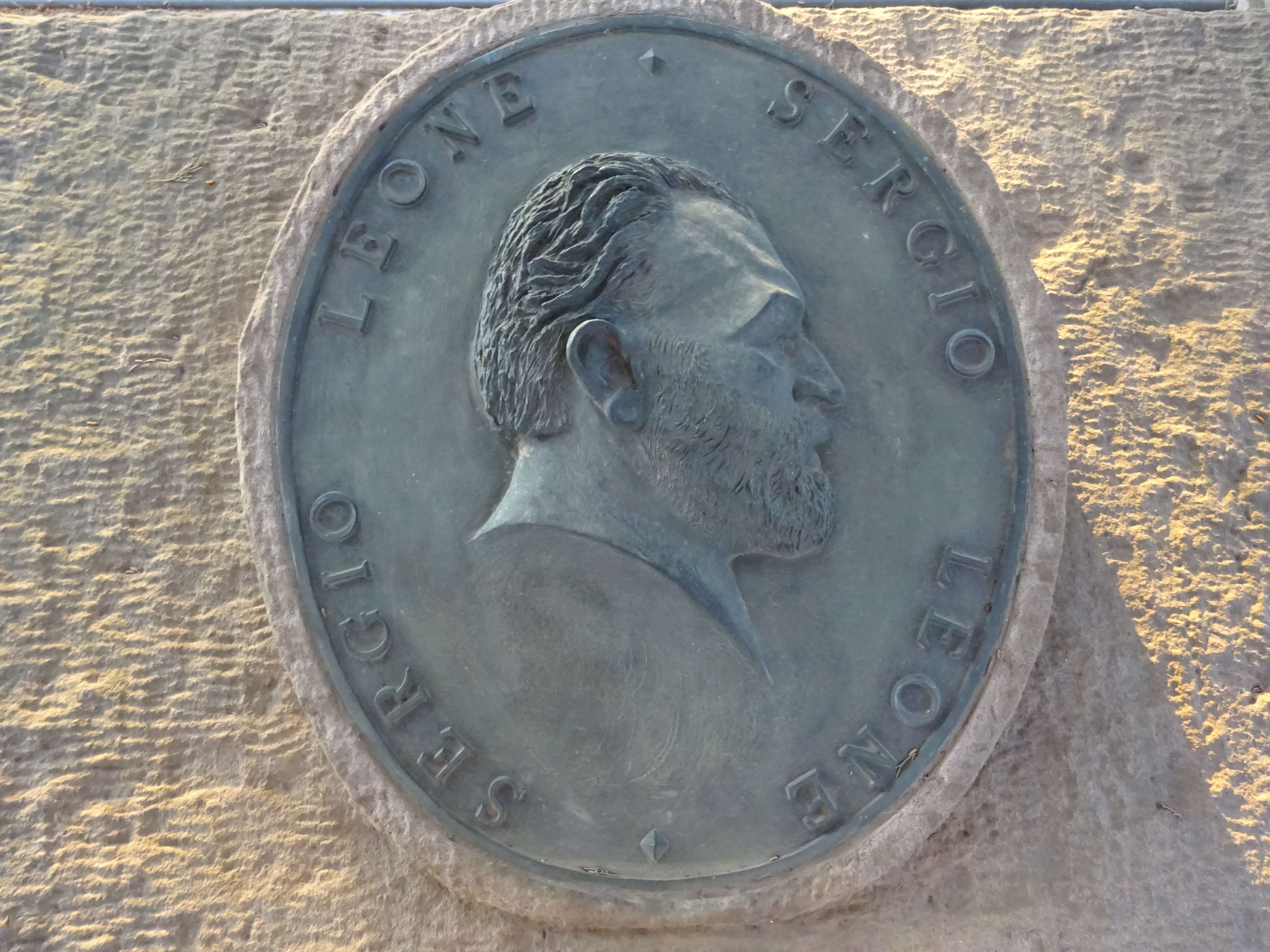
Halbrelief auf der Grabstätte von Sergio Leone

Todesmelodie steht in der Tradition zahlreicher „Revolutions-Western“, die in den späten 1960er Jahren entstanden waren. Die beiden Bankräuber Rod Steiger (als mexikanischer Bandit) und James Coburn (als irischer Sprengstoffspezialist) werden unfreiwillig zu Helden der mexikanischen Revolution. Verglichen mit den anderen Western Leones war dieser Film – der zweite Teil der sogenannten „Amerika-Trilogie“ – kommerziell nicht erfolgreich und geriet bald in Vergessenheit.
Nach Todesmelodie war Leone jahrelang nur noch als Filmproduzent tätig, so auch 1973 bei der Westernkomödie Mein Name ist Nobody, bei der er außerdem als Ideenlieferant und Co-Autor fungierte. Terence Hill in der Titelrolle spielt hier eine ähnliche Figur wie in seinen erfolgreichen Spaß-Western mit Bud Spencer – den sympathischen Abenteurer, der schneller zieht als andere. Ihm zur Seite steht Henry Fonda in der Rolle von Jack Beauregard, ein legendärer Revolvermann fortgeschrittenen Alters, den der namenlose Nobody als Fan bewundert. Obwohl sein früherer Regie-Assistent Tonino Valerii offiziell als Regisseur des Films angegeben ist, wurden offenbar zahlreiche Szenen von Leone selbst inszeniert. Als Komponist fungierte abermals Morricone, der mit der Titelmelodie eines seiner wohl bekanntesten Musikstücke schuf.
Ab 1972 bereitete Leone sein Gangster-Epos Es war einmal in Amerika vor, das auf Harry Greys Buch The Hoods basiert und den dritten Teil der „Amerika-Trilogie“ darstellt. Nach aufwendigen Vorbereitungsarbeiten kam die fast vierstündige Gangster-Saga 1984 schließlich ins Kino. Der Film erzählt auf drei Zeitebenen (1922/1932/1968) das Leben des jüdischen Gangsters Noodles (Robert De Niro), der während der Prohibitionszeit an der Seite seines Freundes Max (James Woods) Karriere macht, diesen dann aber an die Polizei verrät. Das hochbudgetierte Epos (30 Millionen Dollar) fand mit seiner komplexen Erzählstruktur im Kino kein Publikum und wurde erfolglos umgeschnitten und gekürzt.
Der Film wurde von der Kritik allerdings rehabilitiert und gilt seit langem als einer der großen Klassiker der 1980er Jahre. Leone konnte jedoch nie die von ihm geplante Schnittfassung des Films erstellen. Unter Leitung von Martin Scorsese wurde der Film restauriert und 2012, bei den Filmfestspielen von Cannes, in einer um 25 Minuten verlängerten Fassung präsentiert.

## Letzte Projekte und Tod

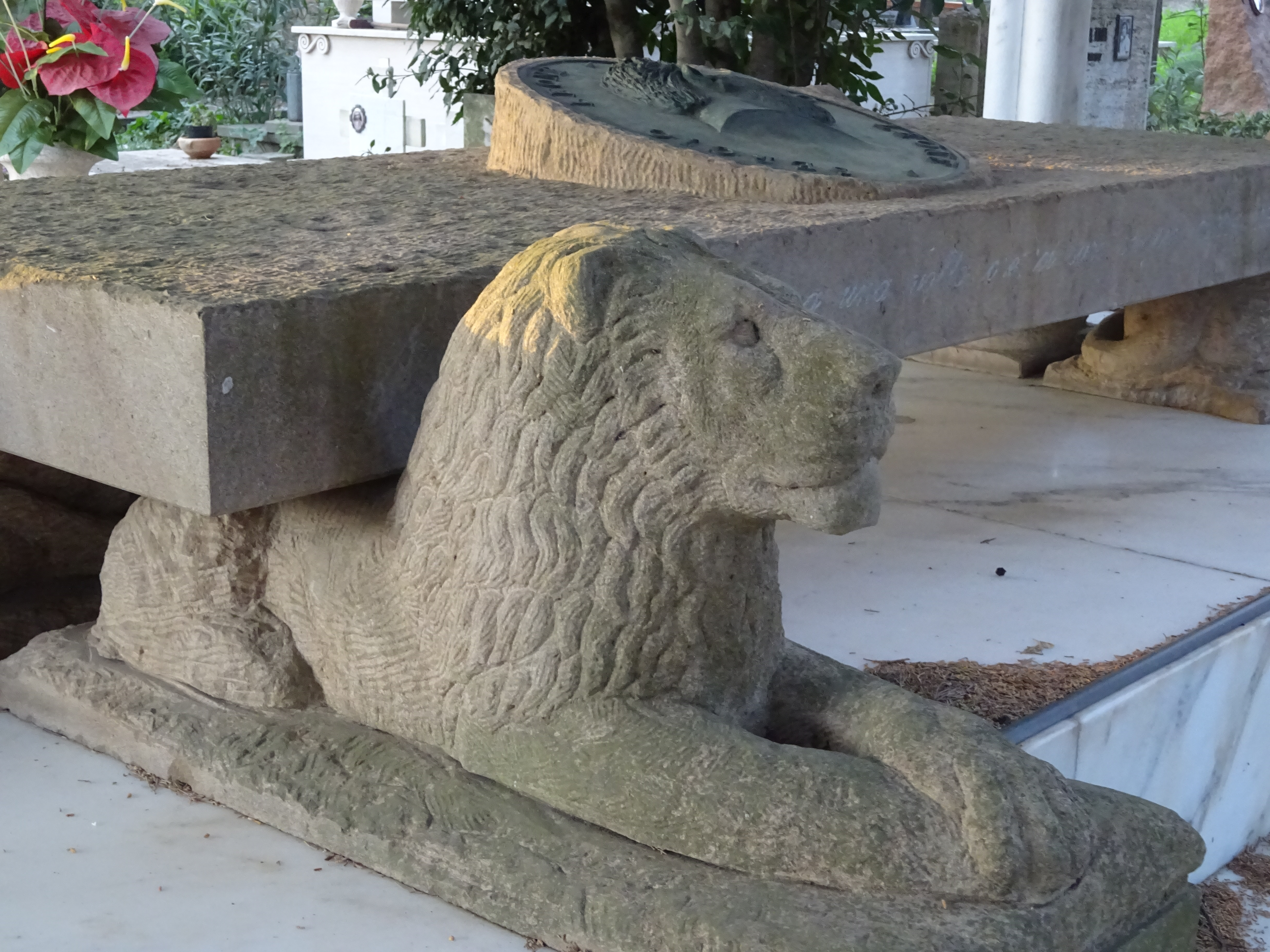
Teil der Grabstätte von Sergio Leone

1987 plante Leone die TV-Miniserie Colt, gab das Vorhaben jedoch für den Film A Place Only Mary Knows auf. Für diesen Western, der in der Zeit des Amerikanischen Bürgerkriegs spielen sollte, wurde jedoch lediglich die Handlung geschrieben, zu einer tatsächlichen Produktion kam es nicht. Leones Sohn Andrea veröffentlichte die Handlung 2004 in einer Ausgabe der italienischen Filmzeitschrift Ciak.
Sergio Leone starb Ende April 1989 im Alter von 60 Jahren an einem Herzinfarkt, als er gerade an einem Film über die Belagerung Leningrads im Zweiten Weltkrieg arbeitete. Der stark übergewichtige Regisseur hatte bereits zuvor mehrere Herzinfarkte erlitten. Zum Zeitpunkt seines Todes hatte er die Eingangsszene des Films (Arbeitstitel Leningrad: The 900 Days) und Grundzüge der Handlung ausgearbeitet. Der Beginn der Produktion war für das folgende Jahr angesetzt.
Leone wurde auf dem Cimitero Napoleonico in Pratica di Mare, einem Stadtteil von Pomezia, etwa 30 km südlich von Rom gelegen, beigesetzt.
Von 1960 bis zu seinem Tod war er mit der ehemaligen Tänzerin Carla Ranalli verheiratet. Aus der Ehe gingen drei Kinder hervor.

## Einfluss auf andere Filmemacher
Noch heute beschreiben viele Regisseure Leone als ihr großes Idol. In einem Interview sagte James Woods, dass die Arbeit mit Sergio Leone der Höhepunkt seiner Filmkarriere gewesen sei. Quentin Tarantino ist bekennender Liebhaber seiner Filme und lässt auch viele für Sergio Leone typische Kameraeinstellungen in seine eigenen Filme einfließen. Clint Eastwood widmete Leone seinen Oscar für die beste Regie von Erbarmungslos (Unforgiven, 1992), obwohl er einige Streitigkeiten mit ihm gehabt hatte.

## Filmografie (Auszug)

### Regie
| Platz | Film                       |
| ----- | -------------------------- |
| 010   | Zwei glorreiche Halunken   |
| 052   | Spiel mir das Lied vom Tod |
| 087   | Es war einmal in Amerika   |
| 132   | Für ein paar Dollar mehr   |

- 1961: Der Koloß von Rhodos (Il colosso di Rodi)
- 1964: Für eine Handvoll Dollar (Per un pugno di dollari)
- 1965: Für ein paar Dollar mehr (Per qualche dollaro in piu)
- 1966: Zwei glorreiche Halunken (Il buono, il brutto, il cattivo)
- 1968: Spiel mir das Lied vom Tod (C’era una volta il West)
- 1971: Todesmelodie (Giù la testa)
- 1984: Es war einmal in Amerika (Once Upon a Time in America)

### Second Unit Regie oder Regieassistenz
- 1954: Hanno rubato un tram
- 1955: Die schöne Helena (Helen of Troy)
- 1959: Die letzten Tage von Pompeji (Gli ultimi giorni di Pompei)
- 1959: Ben Hur
- 1973: Mein Name ist Nobody (Il mio nome è Nessuno) (ungenannt)
- 1975: Nobody ist der Größte (Un genio, due compari, un pollo) (ungenannt)

### Drehbuch
- 1958: Aphrodite – Göttin der Liebe (Afrodite, dea dell’amore)
- 1961: Romulus und Remus (Romolo e Remo)